# 青年奧林匹克運動會混合國家代表團
混合國家（國家編碼：MIX）是青年奥林匹克运动会由不同的國家奧林匹克委員會（NOCs）組成的代表隊。該代表隊於2010年夏季青年奧林匹克運動會引入，來自不同國家的運動員在同一個隊伍中進行比賽。並在此後的青年奧運會都有這個代表團。

## 另見
- 2010年夏季青年奥林匹克运动会混合国家代表团
- 2012年冬季青年奥林匹克运动会混合国家代表团
- 2014年夏季青年奥林匹克运动会混合国家代表团
- 2016年冬季青年奥林匹克运动会混合国家代表团
- 2018年夏季青年奥林匹克运动会混合国家代表团